# KGM Actyon
KGM Actyon – samochód osobowy typu SUV Coupé klasy średniej produkowany pod południowokoreańskie przedsiębiorstwo KG Mobility od 2024 roku.

## Historia i opis modelu

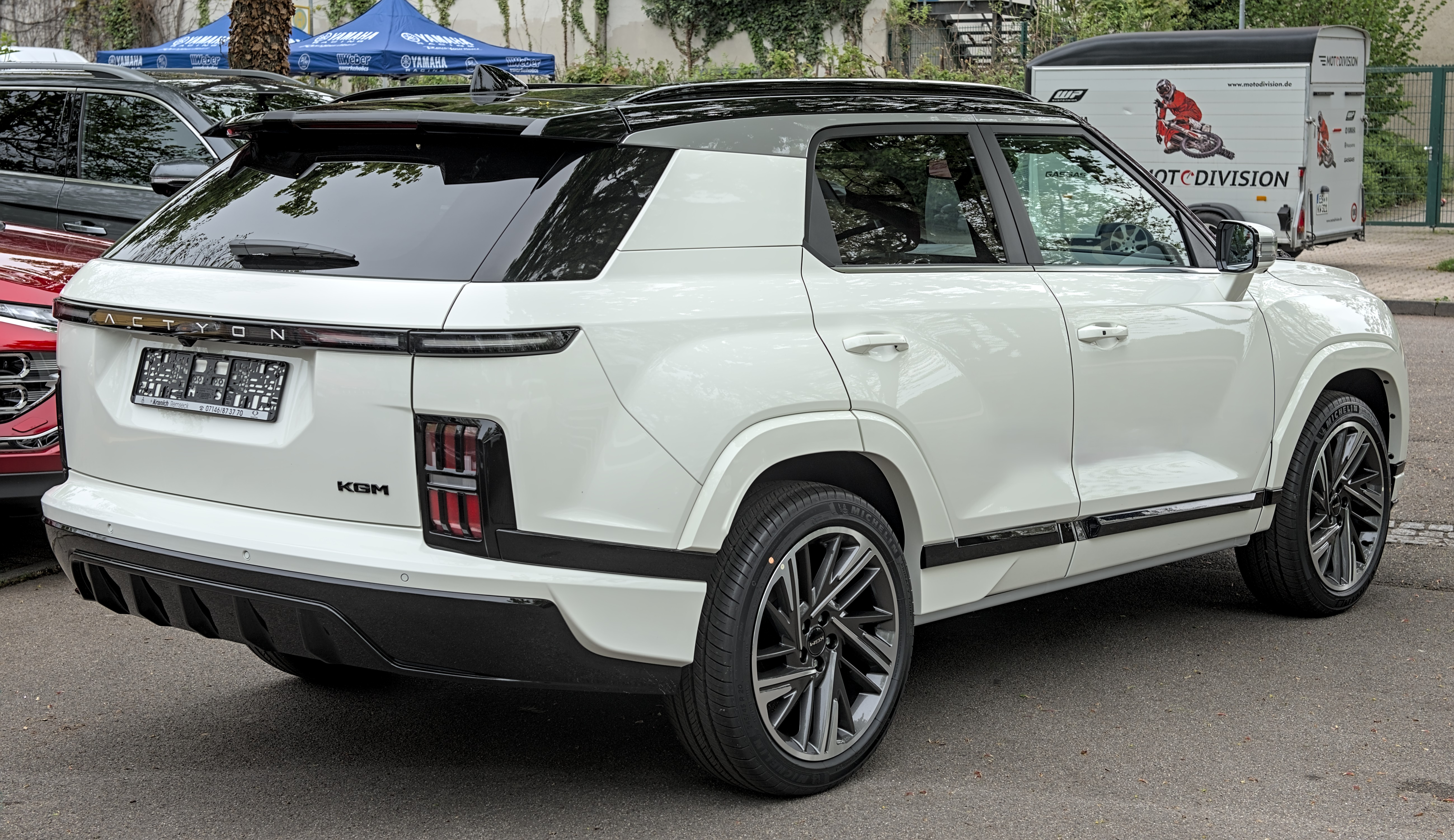
KGM Actyon - tył

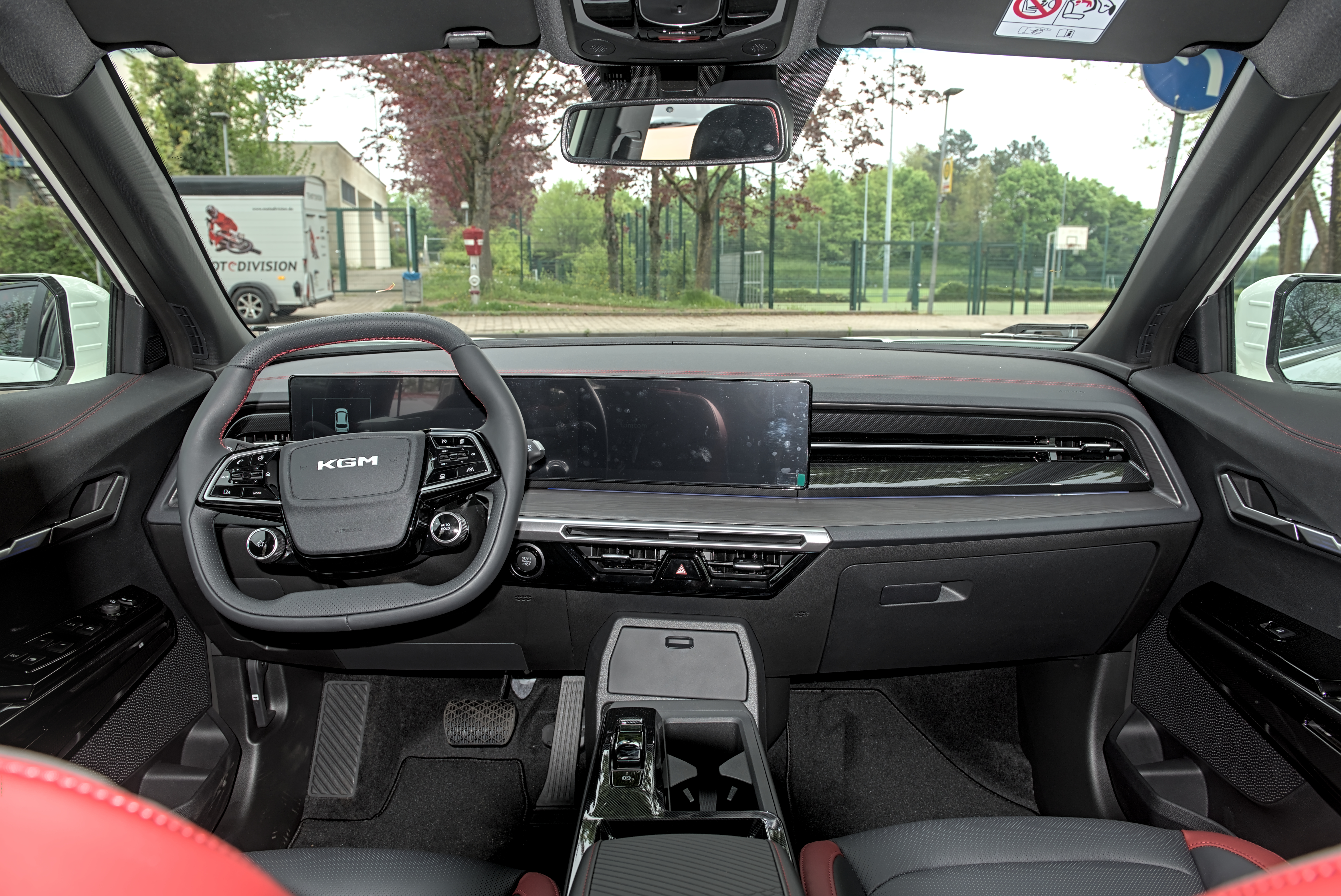
KGM Actyon - kokpit

Pod koniec lipca 2024 KG Mobility przedstawiło pierwszy model poszerzający gamę modelową po zmianie nazwy w poprzedzającym roku. KGM Actyon przywrócił do użytku nazwę, którą po raz pierwszy w latach 2005–2017 stosowano dla mniejszego modelu. Wzorem pierwowzoru, nowy Actyon przyjął koncepcję tzw. SUV-a Coupe, z łagodnie opadającą linią dachu oraz położoną pod ostrym kątem tylną szybą.
Samochód powstał jako wariacja na temat innej konstrukcji, bardziej konwencjonalnie stylizowanego Torresa, dzieląc z nim dużo cech stylistycznych, proporcje, przednie drzwi czy rozstaw osi. Pas przedni otrzymał przeprojektowane oświetlenie full LED, które wzbogaciła dodatkowa listwa świetlna, z kolei za tylnymi drzwiami znalazł się charakterystyczny, gruby słupek C.
Kabina pasażerska została utrzymana w jasnej tonacji, głęboko modyfikując pierwotny projekt z Torresa. Wysoko poprowadzony tunel zyskał charakterystyczną przerwę przed deską rozdzielczą, koło kierownicy zyskało spłaszczoną dolną część, a zegary i system multimedialny utworzyły zespolone ze sobą wyświetlacze o przekątnej 12,3 cala.
Do napędu KGM Actyona wykorzystana została wyłącznie jedna, przenosząca moc na przednią oś turbodoładowana jednostka benzynowa o pojemności 1,5 litra i mocy 163 KM, współpracując tylko z 6-stopniową automatyczną skrzynią biegów.

### Sprzedaż
KGM Actyon powstał z myślą o globalnych rynkach zbytu, w pierwszej jednak kolejności trafiając do sprzedaży w rodzimej Korei Południowej. Tam zamówienia rozpoczęto zbierać tuż po lipcowej premierze, w ciągu niespełna miesiąca znajdując 35 tysięcy chętnych i wtedy też publikując oficjalny cennik.

### Silnik
- R4 1.5l Turbo 163 KM